# Cantó de Montivilliers
El cantó de Montivilliers és un cantó francès del departament del Sena Marítim, situat al districte de Le Havre. Té 11 municipis i el cap és Montivilliers.

## Municipis
- Cauville-sur-Mer
- Épouville
- Fontaine-la-Mallet
- Fontenay
- Manéglise
- Mannevillette
- Montivilliers
- Notre-Dame-du-Bec
- Octeville-sur-Mer
- Rolleville
- Saint-Martin-du-Manoir

## Història
| Data d'elecció                           | Identitat        | Partit                     | Qualitat |
| ---------------------------------------- | ---------------- | -------------------------- | -------- |
| 1951-1964                                | Bernard Dairaine | RPF, després Divers droite |          |
| 1964-1982                                | Jacques Eberhard | PCF                        |          |
| 1982-1988                                | Michel Vallery   | PS                         |          |
| 1988-1991                                | Michel Adam      | Divers droite              |          |
| 1991-                                    | Daniel Fidelin   | UDF, després UMP           |          |
| les dades anteriors no són pas conegudes |                  |                            |          |
|                                          |                  |                            |          |

## Demografia
| A partir de 1990: Població sense dobles comptes |